# Шулганово
Шулганово (баш. Шулған) — село в Татышлинском районе Республики Башкортостан Российской Федерации. Административный центр Шулгановского сельсовета.

## География

### Географическое положение
Расстояние до:
- районного центра (Верхние Татышлы): 40 км,
- ближайшей ж/д станции (Куеда): 40 км.

## Население
| 2002 | 2009 | 2010 |
| ---- | ---- | ---- |
| 1038 | ↘979 | ↘925 |

### Национальный состав
Согласно переписи 2002 года, преобладающая национальность — башкиры (97 %).

## Улицы
| - ул. Комсомольская, - ул. Красноармейская, - ул. Молодёжная, | - ул. Нагорная, - ул. Центральная, - ул. Школьная. |